# ROSE LABO (企業)
ROSE LABO株式会社 （英: ROSE LABO, Inc.）は、埼玉県深谷市に本社を置く、自社農園で栽培した農薬不使用の「食べられるバラ」のオリジナル原料供給、「食べられるバラ」由来の食品 / 化粧品のオーガニックブランド事業を行っている企業である。

## 概要
バラに魅了され、大阪の食用バラ農家で修行した創業者の田中綾華が2015年に「"食べられるバラ"を通して世界中の人々を美しく、健康に、幸せに」という経営理念のもとに設立。土や農薬不使用のエディブル・フラワー（食用花）としての卸売り、バラを配合した加工食品および化粧品などの商品開発・販売を行う6次産業化に取組んでいる。

## 育成しているバラの品種
- MRL-24：ROSE LABOの自社開発品種[4]。
- サムライ08（英：SAMOURAI 08）：フランスのメイアンが作出したバラの品種[5]。
- ルージュ・ロワイヤル（英：Rouge Royale）：フランスのメイアンが作出したバラの品種[6]。
- イブ・ピアッチェ（イヴ・ピアジェ）（英：Yves Piaget）：フランスのメイアンが作出したバラの品種[7]。
- ホワイト・チャーミング（英：White Charming）：オランダのデルイターが作出したバラの品種[8]。

## 主な商品
商品の取扱いはオンラインショップを始め、伊勢丹新宿店地下2階のビューティーアポセカリー、マッシュグループが運営しているBiople各店舗等。

### 食品
- 食べられるバラ
- コンフィチュールローズ
- コーディアルローズ
- ローズティー

### 化粧品
- ローズリラックスシャンプー＆トリートメント
- ローズアロマバスソルト
- ローズブースターセラム
- ローズマルチミスト
- ローズバリアローション
- ローズボディミルク
- ローズクレンジングバーム
- ローズリップ美容液

## SDGsへの取組み
- 埼玉県が推進しているSDGsパートナー制度に賛同[11]をして、持続可能な農業の取組みとしてフラワーロス[12] 掲げている。
- フラワーロスへの取組み事例として、規格外のバラを食品や化粧品原料に加工して販売する6次産業農家として紹介されている[13]。